# Annaburg
Annaburg − miasto w Niemczech, w kraju związkowym Saksonia-Anhalt w powiecie Wittenberga. Najbardziej na wschód położona gmina kraju związkowego.
16 lutego 2003 przyłączono do miasta gminę Purzien, 3 sierpnia tego samego roku gminę Premsendorf. 1 stycznia 2004 przyłączono gminę Löben.
1 stycznia 2011 w obrębie miasta znalazło się miasto Prettin i gminy Axien, Bethau, Groß Naundorf, Labrun, Lebien und Plossig, rozwiązano wspólnotę administracyjną Annaburg-Prettin.

## Współpraca
Miejscowość partnerska:
- Verl, Nadrenia Północna-Westfalia